# Saint-Benoît de Port-Valais
Die Abtei Saint-Benoît de Port-Valais ist eine Benediktinerabtei in Le Bouveret, einem Ortsteil der Gemeinde Port-Valais im Schweizer Kanton Wallis. Wie alle Benediktinerabteien ist sie exemt und gehört der Benediktinischen Konföderation an.
Als einzige Benediktinerabtei der Schweiz gehört sie nicht der Schweizerischen Benediktinerkongregation an.

## Geschichte
1924 entschlossen sich zwei Mönche aus der Abtei Maredsous in Belgien, der Walliser Hildebrand Zimmermann und der Belgier Bonaventure Sodar, die benediktinische Präsenz in der Romandie neu zu beleben. Sie wurden zunächst von Bischof Viktor Bieler in der Einsiedelei Longeborgne in Bramois bei Sitten aufgenommen. Dieser Ort erwies sich jedoch bald als zu klein, und so zog die Gemeinschaft in das Schloss Corbières im Kanton Freiburg, das ihnen 1928 von einem Arzt aus Freiburg zur Verfügung gestellt wurde. 1935 erfolgte die Bestätigung als Priorat. Wegen des bis 1973 gültigen Verbots von Klostergründungen in der Schweiz wurde die Stiftung jedoch direkt dem zuständigen Abt des Benediktinerordens unterstellt und trat in der Öffentlichkeit kaum in Erscheinung.
1956 erfolgte ein neuerlicher Umzug, diesmal nach Le Bouveret im Kanton Wallis. Im selben Jahr wurde das Priorat zur Abtei erhoben, und Dom Bonaventure Sodar wurde der erste Abt. Darauf folgte in der Abt Raymond. Sein Nachfolger ist seit 1993 André Kolly. Laut eigenen Angaben leben in der Abtei heute etwa 10 Mönche. Sie üben seit 1995 die Aufsicht über die Chapelle du Vorbourg bei Delémont im Kanton Jura aus. 